# Cayo Paredón Grande
Cayo Paredón Grande est une petite caye située sur la côte nord de Cuba dans le vieux canal de Bahama (océan Atlantique). Elle fait partie de l'archipel Jardines del Rey, lui-même une partie de l'archipel Sabana-Camagüey.

## Situation
L'île est au nord de la partie occidentale de Cayo Romano (la plus grande île de l'archipel), sur le territoire de la municipalité de Morón, province de Ciego de Ávila. L'aéroport international Jardines del Rey est à 30 km sur Cayo Coco.

## Description
À Cayo Paredón Grande, il y a 4 plages : Playa Del Norte au nord, Playa Los Lirios a l'ouest, Playa Los Pinos dans le nord-est et Playa Los Gatos à l'extrémité est.
Au sud de l'île il y a une petite île du nom de Cay Paredón et à l'ouest la petite île Diego Velasquez.

## Tourisme
Elle est située dans une zone dont l'environnement était strictement protégé par l'État cubain : un permis était nécessaire pour accéder au cayo Paredón. Mais la réponse du gouvernement à la crise socio-économique engendrée par la pandémie du Covid, est de pousser le développement touristique, notamment dans l'archipel Jardines del Rey ; ainsi sur Paredón Grande l'hôtel 5-étoiles de 584 chambres « Grand Aston Cayo Paredon Beach Resort » a ouvert fin 2022, et deux autres installations en phase d'achèvement et temporairement connues sous le nom de Roca Norte 1 et Roca Norte 2, sont prévues pour 2023 (la vue satellite de l'île montre en 2023 deux hôtels : le « Grand Aston Cayo Paredon Beach Resort » et le « Vila Galé Cayo Paredón »). D'autres installations touristiques sont prévues, en cours ou achevées ; entre autres un spa, une maison du havane, une galerie marchande, un centre d'esthétique qui se transforme en salle de fêtes en soirée avec de la musique dansante cubaine, et près du phare un restaurant gastronomique et des loisirs.
Au nord, il y a un grand phare (phare de Cayo Paredón Grande, Faro Diego Velázquez) de 40 mètres de haut construit en 1857, avec une vue magnifique sur la région.